# Пейнтер, Джон Джордж
Джон Джордж Пейнтер (англ. John George Painter; 20 сентября 1888 — 1 марта 2001) — американский долгожитель, который посмертно был признан старейшим живущим мужчиной в мире с 15 ноября 1999 до своей смерти.

## Биография
Родился 20 сентября 1888 года на ферме в округе Джэксон (штат Теннесси). В детстве ходил в школу и работал на ферме.
В 1917 году, в возрасте 29 лет, записался в Армию США. В составе батареи D 115-го артиллерийского батальона он перевозил боеприпасы и артиллерийские припасы, включая полевые орудия, на лошадях или мулах. Пейнтер видел действия Мёз-Аргоннского наступления. Через восемьдесят дней после объявления перемирия Пейнтер получил высшую французскую награду — орден Почётного легиона. Он также получил Военный крест и был одним из шести ветеранов Первой мировой войны в Теннесси, награждённых наградой Теннесси. Пейнтеру пришлось оставить своего сына, Шона Хамфри Пейнтера, чтобы уйти на фронт. Он был уволен со службы 12 апреля 1919 года, прослужив в армии два года.
После увольнения Пейнтер продолжил карьеру кузнеца и женился на своей возлюбленной детства Джилли Уотсон. Пара усыновила двух дочерей. 19 ноября 1999 года Джон был признан старейшим ветераном в мире в возрасте 111 лет. 20 сентября 2000 года представитель штата Теннесси Барт Гордон поздравил Пейнтера со 112-летием.
1 марта 2001 года Джон Пейнтер скончался от сердечного приступа в возрасте 112 лет и 162 дней в своем доме в округе Клей (штат Теннесси).

## Долголетие в его семье
Долголетие было распространено в его семье: его отец дожил до 99 лет, а братья и сестры жили от 87 до 105 лет.